# Anna Simon
Pour les articles homonymes, voir Simon (patronyme).
Cet article concerne la journaliste catalane. Pour la femme politique allemande, voir Anna Simon (femme politique).
Anna Simon i Marí, née à Mollet del Vallès, près de Barcelone, le 9 août 1982, est une journaliste et présentatrice de télévision catalane.

## Biographie
Anna Simon est diplômée en journalisme de l'université autonome de Barcelone. Elle commence sa carrière à 22 ans, sur la chaîne catalane Teletaxi TV. Elle anime ensuite des émissions des chaînes espagnoles Antena 3 et Telecinco dans des programmes de Call TV. En 2008, elle intègre la chaîne Cuatro en tant que reporter pour l'émission Éstas no son las noticias.
Sur la chaîne catalane TV3, elle participe aux programmes Divendres et TVist.
En juillet 2012, elle revient sur Antena 3 dans Tu cara me suena et surtout dans le talk-show El Hormiguero.
En décembre de la même année, elle présente le show Así nos va avec Florentino Fernández.
En 2014, elle intègre le casting de Torrente 5: Operación Eurovegas de Santiago Segura.
Elle rejoint le groupe Televisió de Catalunya en novembre 2016, et présente notamment l'émission Lloguer a primera vista sur TV3 à partir de l'année 2021.